# Liga Checa de Fútbol 2021-22
La Liga Checa de Fútbol 2021-22 por razones de patrocinio Fortuna liga, es la vigésimo novena temporada de la Liga de Fútbol de la República Checa, la máxima categoría del fútbol profesional de la República Checa.
Slavia Praga es el defensor del título tras ganar su séptimo título de liga la temporada anterior.

## Formato
Los 16 equipos participantes jugaron entre sí todos contra todos dos veces totalizando 30 partidos cada uno, al término de la fecha 30, el equipo en primer lugar se coronará campeón y obtendrá un cupo para la Primera ronda de la Liga de campeones 2022-23, el segundo y el tercer lugar obtendrán un cupo para la Liga Europa Conferencia de la UEFA 2022-23. Los 3 últimos clasificados descendieron a la Liga Nacional de Fútbol 2021-22.
Un tercer cupo para la Liga Europa Conferencia de la UEFA 2022-23 es asignado al campeón de la Copa de la República Checa.

## Ascensos y descensos
Debido a la reducción de 18 a 16 equipos, descendieron a la Liga Nacional de Fútbol tres clubes, el SFC Opava, poniendo fin a su estadía de tres años en la máxima categoría, el Zbrojovka Brno, que descendió después de una temporada y el FK Příbram que perdió la categoría después de tres años. 
Solo el campeón de la Liga Nacional el FC Hradec Králové ascendió a la máxima categoría, a la que vuelve tras cuatro años de ausencia.
| Pos. | Descendido de la Liga Checa de Fútbol 2020-21. |
| ---- | ---------------------------------------------- |
| 16.º | Zbrojovka Brno                                 |
| 17.º | 1. Příbram                                     |
| 18.º | SFC Opava                                      |

| Pos. | Ascendido de la Liga Nacional de Fútbol 2020-21. |
| ---- | ------------------------------------------------ |
| 1.º  | FC Hradec Králové                                |

## Información de los equipos
| Club                       | Ciudad             | Estadio                                     | Capacidad |
| -------------------------- | ------------------ | ------------------------------------------- | --------- |
| Bohemians Praga 1905       | Praga              | Ďolíček                                     | 5,000     |
| SK Dynamo České Budějovice | České Budějovice   | Stadion Střelecký ostrov                    | 6,681     |
| FC Hradec Králové          | Hradec Králové     | Městský stadion (Mladá Boleslav) 1          | 5,000     |
| FK Jablonec                | Jablonec nad Nisou | Stadion Střelnice                           | 6,108     |
| MFK Karviná                | Karviná            | Městský stadion (Karviná)                   | 4,833     |
| FC Slovan Liberec          | Liberec            | Stadion u Nisy                              | 9,900     |
| FK Mladá Boleslav          | Mladá Boleslav     | Městský stadion (Mladá Boleslav)            | 5,000     |
| SK Sigma Olomouc           | Olomouc            | Andrův stadion                              | 12,483    |
| FC Baník Ostrava           | Ostrava            | Městský stadion (Ostrava)                   | 15,123    |
| FC Viktoria Plzeň          | Plzeň              | Doosan Arena                                | 11,700    |
| SK Slavia Praga            | Prague             | Sinobo Stadium                              | 19,370    |
| 1. FC Slovácko             | Uherské Hradiště   | Městský fotbalový stadion Miroslava Valenty | 8,000     |
| AC Sparta Praga            | Praga              | Generali Česká pojišťovna Arena             | 18,944    |
| FK Teplice                 | Teplice            | Na Stínadlech                               | 18,221    |
| FC Fastav Zlín             | Zlín               | Letná Stadion                               | 5,783     |
| FK Pardubice               | Pardubice          | Ďolíček 2                                   | 5,000     |

1 - FC Hradec Králové jugará sus partidos como local en Mladá Boleslav debido a la reconstrucción de su estadio, el Všesportovní stadion.
2 - El FK Pardubice seguirá jugando sus partidos como local en el estadio del Bohemians Praga debido a la reconstrucción de su propio estadio Pod Vinicí.

## Tabla de posiciones
| Pos. | Equipo           | Pts. | PJ | G  | E  | P  | GF | GC | Dif. | Clasificación o descenso |
| ---- | ---------------- | ---- | -- | -- | -- | -- | -- | -- | ---- | ------------------------ |
| 1    | Slavia Praga     | 73   | 30 | 23 | 4  | 3  | 71 | 19 | +52  | Grupo campeonato         |
| 2    | Viktoria Plzeň   | 72   | 30 | 22 | 6  | 2  | 53 | 19 | +34  | Grupo campeonato         |
| 3    | Sparta Praga     | 66   | 30 | 20 | 6  | 4  | 65 | 32 | +33  | Grupo campeonato         |
| 4    | 1. Slovácko      | 59   | 30 | 18 | 5  | 7  | 50 | 30 | +20  | Grupo campeonato         |
| 5    | Baník Ostrava    | 51   | 30 | 14 | 9  | 7  | 54 | 39 | +15  | Grupo campeonato         |
| 6    | Hradec Králové   | 40   | 30 | 9  | 13 | 8  | 38 | 40 | −2   | Grupo campeonato         |
| 7    | Mladá Boleslav   | 38   | 30 | 11 | 5  | 14 | 45 | 48 | −3   | Play-off                 |
| 8    | Slovan Liberec   | 37   | 30 | 10 | 7  | 13 | 29 | 38 | −9   | Play-off                 |
| 9    | Sigma Olomouc    | 37   | 30 | 9  | 10 | 11 | 39 | 37 | +2   | Play-off                 |
| 10   | České Budějovice | 36   | 30 | 9  | 9  | 12 | 40 | 46 | −6   | Play-off                 |
| 11   | Fastav Zlín      | 30   | 30 | 8  | 6  | 16 | 36 | 53 | −17  | Grupo descenso           |
| 12   | Teplice          | 27   | 30 | 8  | 3  | 19 | 29 | 49 | −20  | Grupo descenso           |
| 13   | Jablonec         | 26   | 30 | 4  | 14 | 12 | 22 | 45 | −23  | Grupo descenso           |
| 14   | Bohemians 1905   | 26   | 30 | 6  | 8  | 16 | 34 | 56 | −22  | Grupo descenso           |
| 15   | FK Pardubice     | 24   | 30 | 5  | 9  | 16 | 35 | 67 | −32  | Grupo descenso           |
| 16   | Karviná          | 17   | 30 | 3  | 8  | 19 | 30 | 52 | −22  | Grupo descenso           |

 Fuente: Fortuna Liga
Criterios de clasificación: 1) Points; 2) Head-to-head points; 3) Head-to-head goal difference; 4) Head-to-head goals scored; 5) Goal difference; 6) Goals scored; 7) Fair-play ranking; 8) Draw.

## Grupo campeonato
| Pos. | Equipo             | Pts. | PJ | G  | E  | P  | GF | GC | Dif. | Clasificación o descenso                                   |
| ---- | ------------------ | ---- | -- | -- | -- | -- | -- | -- | ---- | ---------------------------------------------------------- |
| 1    | Viktoria Plzeň (C) | 82   | 34 | 25 | 7  | 2  | 60 | 21 | +39  | Segunda ronda clasificatoria de la Liga de Campeones       |
| 2    | Slavia Praga       | 78   | 34 | 24 | 6  | 4  | 78 | 24 | +54  | Segunda ronda clasificatoria de la Liga Europa Conferencia |
| 3    | Sparta Praga       | 70   | 34 | 21 | 7  | 6  | 69 | 37 | +32  | Tercera ronda clasificatoria de la Liga Europa Conferencia |
| 4    | 1. Slovácko        | 65   | 34 | 20 | 5  | 9  | 54 | 37 | +17  | Segunda ronda clasificatoria de la Liga Europa Conferencia |
| 5    | Baník Ostrava      | 55   | 34 | 15 | 10 | 9  | 59 | 46 | +13  |                                                            |
| 6    | Hradec Králové     | 44   | 34 | 10 | 14 | 10 | 44 | 47 | −3   |                                                            |

 Fuente: Fortuna Liga
Criterios de clasificación: 1) Total points; 2) Points earned in regular season; 3) Head-to-head points (regular season); 4) Head-to-head goal difference (regular season); 5) Head-to-head goals scored (regular season); 5) Goal difference (all matches); 6) Goals scored (all matches); 7) Fair-play ranking; 8) Draw.

## Play-off
Debido a que solo cuatro equipos avanzan a las Copas europeas en la República Checaa debido a un coeficiente nacional más bajo, el ganador del desempate solo recibirá un bono en efectivo y una mejor posición en la Copa de la República Checa.
|  | Semifinales      | Semifinales    | Semifinales | Semifinales |               |   | Final | Final | Final | Final |
|  |                  |                |             |             |               |   |       |       |       |       |
|  |                  |                |             |             |               |   |       |       |       |       |
|  |                  |                |             |             |               |   |       |       |       |       |
|  | Sigma Olomouc    | 1              | 2           | 3           |               |   |       |       |       |       |
|  | Sigma Olomouc    | 1              | 2           | 3           |               |   |       |       |       |       |
|  | Slovan Liberec   | 0              | 0           | 0           |               |   |       |       |       |       |
|  | Slovan Liberec   | 0              | 0           | 0           | Sigma Olomouc | 1 | 2     | 3     |       |       |
|  |                  |                |             |             | Sigma Olomouc | 1 | 2     | 3     |       |       |
|  |                  | Mladá Boleslav | 2           | 2           | 4             |   |       |       |       |       |
|  | České Budějovice | Mladá Boleslav | 2           | 2           | 4             | 2 | 0     | 2     |       |       |
|  | České Budějovice |                |             |             |               | 2 | 0     | 2     |       |       |
|  | Mladá Boleslav   | 3              | 1           | 4           |               |   |       |       |       |       |
|  | Mladá Boleslav   | 3              | 1           | 4           |               |   |       |       |       |       |

## Grupo descenso
| Pos. | Equipo         | Pts. | PJ | G | E  | P  | GF | GC | Dif. | Clasificación o descenso |
| ---- | -------------- | ---- | -- | - | -- | -- | -- | -- | ---- | ------------------------ |
| 11   | Fastav Zlín    | 34   | 32 | 9 | 7  | 16 | 40 | 54 | −14  |                          |
| 12   | Pardubice      | 30   | 32 | 7 | 9  | 16 | 37 | 67 | −30  |                          |
| 13   | Jablonec       | 29   | 32 | 5 | 14 | 13 | 24 | 46 | −22  |                          |
| 14   | Teplice        | 28   | 32 | 8 | 4  | 20 | 31 | 54 | −23  | Promoción de descenso    |
| 15   | Bohemians 1905 | 27   | 32 | 6 | 9  | 17 | 36 | 59 | −23  | Promoción de descenso    |
| 16   | Karviná        | 18   | 32 | 3 | 9  | 20 | 31 | 55 | −24  | Descenso a Segunda checa |

 Fuente: Fortuna Liga
Criterios de clasificación: 1) Total points; 2) Points earned in regular season; 3) Head-to-head points (regular season); 4) Head-to-head goal difference (regular season); 5) Head-to-head goals scored (regular season); 5) Goal difference (all matches); 6) Goals scored (all matches); 7) Fair-play ranking; 8) Draw.

## Play-off Ascenso-Descenso
| Equipo 1   | Agr. | Equipo 2             | Ida | Vuelta |
| ---------- | ---- | -------------------- | --- | ------ |
| FK Teplice | 5–2  | FC Vlašim            | 3–0 | 2–2    |
| SFC Opava  | 0–3  | Bohemians Praga 1905 | 0–1 | 0–2    |

- FK Teplice y Bohemians Praga 1905 mantuvieron su lugar en la máxima categoría.

## Goleadores
| Rank | Jugador             | Club                          | Goles |
| ---- | ------------------- | ----------------------------- | ----- |
| 1    | Jean-David Beauguel | FC Viktoria Plzeň             | 19    |
| 2    | Václav Jurečka      | 1. FC Slovácko                | 17    |
| 3    | Ladislav Almási     | FC Baník Ostrava              | 16    |
| 4    | Ondřej Lingr        | SK Slavia Praga               | 14    |
| 5    | Tomáš Čvančara      | FK Jablonec / AC Sparta Praga | 12    |
| 6    | Ewerton             | FK Mladá Boleslav             | 11    |
| 6    | David Puškáč        | Bohemians 1905                | 11    |
| 8    | Ivan Schranz        | SK Slavia Praga               | 10    |
| 8    | David Douděra       | FK Mladá Boleslav             | 10    |
| 9    | Jan Kuchta          | SK Slavia Praga               | 9     |
| 9    | Fortune Bassey      | SK Dynamo České Budějovice    | 9     |
| 9    | Jakub Rada          | FC Hradec Králové             | 9     |
| 9    | Adam Hložek         | AC Sparta Praga               | 9     |